# Малышев, Виктор Павлович
Виктор Павлович Малышев (род. 25 июля 1937, Ташкент, Узбекская ССР, СССР) — советский и казахский учёный в области теории металлургических процессов, физико-химик, доктор технических наук (1982), профессор (1982), академик. Лауреат Государственной премии Республики Казахстан в области науки и техники (2005).

## Биография
Родился в 1937 году в Ташкенте.
В 1954 году окончил Кустанайскую среднюю школу с золотой медалью.
В 1959 году окончил с отличием Уральский политехнический институт.
В 1971 году окончил факультет естествознания Карагандинского педагогического института.
С 1953 по 1983 годы — инженер, старший инженер, младший научный сотрудник, главный инженер, старший научный сотрудник, заведующий лабораторией Института химических наук Казахской НАН.
С 1983 по 1994 годы — директор Института химических наук Национальной академии наук Казахстана.
С 1994 года в настоящее время заведующий лабораторией энтропико-информационного анализа сложных физико-химических систем Института химических наук

## Научные, литературные труды
Основное научное направление Виталия Павловича Малышева — физико-химическое исследование сложных химических и технических систем, в котором ему удалось поставить и решить ряд проблем концептуального значения и получить принципиально важные результаты.
Всего по основному научному направлению Виталием Павловичем Малышевым опубликовано свыше 850 работ, в том числе 34 монографии, 95 авторских свидетельств СССР и патентов Республики Казахстан, 32 патента США, Швеции, Канады, Австралии, ФРГ, Финляндии, Японии, Италии, Франции, КНР, Великобритании, а также журнальные статьи в казахстанских, международных и российских изданиях.
Виталий Павлович постоянный участник республиканских, всесоюзных и международных совещаний, конференций, симпозиумов и конгрессов по различным проблемам физической химии и комплексного использования минерального сырья, на которых им сделано большое число пленарных, устных и стендовых сообщений.
Под его руководством и консультировании защищены 14 докторских и 31 кандидатская диссертации.

## Награды
- 1995 — академик Международной академии информатизации
- 2001 — нагрудный знак «За заслуги в развитии науки Республики Казахстан»
- 2005 — Государственная премия Республики Казахстан в области науки и техники в составе коллектива авторов за труд «Разработка единой теории хаотизированных частиц для твердого, жидкого и газообразного состояний и её применение для совершенствования технологии, увеличения производства и повышения качества черновой меди и медной катанки»[2][3]
- 2006 — премия им. академика Е. А. Букетова в составе коллектива авторов за труд «научное и творческое наследие академика Е. А. Букетова»[4]
- 2012 — академик Казахстанской национальной академии естественных наук и др.